# Baryopsis minor
Baryopsis minor – gatunek chrząszcza z rodziny kusakowatych i podrodziny żarlinków (Paederinae).
Gatunek ten opisany został w 2012 roku przez Volkera Assinga na podstawie 1 samca i 3 samic, odłowionych w 1990 roku.
Chrząszcz o ciele długości od 8 do 8,5 mm. Głowę ma 1,1 raza dłuższą niż szerszą, ciemnobrązową z rudobrązowymi do ciemnobrązowych czułkami oraz małymi, słabo wystającymi oczami. Przedplecze jest ciemnobrązowe, 1,15 raza dłuższe niż szerokie, najszersze w okolicy środka, wyraźnie szersze od głowy, w widoku od góry o silnie wypukłych brzegach bocznych, pozbawione widocznego mikropunktowania, ale z wyraźną mikrorzeźbą w postaci podłużnego siatkowania. Grzbietowe rzędy przedplecza składają się z 6 do 10 punktów makroskopowych. Bardzo krótkie, ciemnobrązowe pokrywy mają tylne brzegi skośnie ścięte, a tylne skrzydła są całkiem zredukowane. Odnóża są barwy czułków. Odwłok jest rudobrązowy, wyraźnie szerszy od reszty ciała, gęsto i delikatnie punktowany. U samce przednie stopy są silniej rozszerzone, ósmy sternit dość głęboko, V-kształtnie wcięty, a aparat kopulacyjny ma edeagus długości około 0,9 mm i paramery wyraźnie wystające poza zaokrąglony u szczytu wyrostek brzuszny.
Owad neotropikalny, endemiczny dla Peru, znany wyłącznie z lokalizacji typowej, położonej w regionie Cuzco, w Andach, na wysokości 4000 m n.p.m..